# Airco DH 9
Airco DH 9 var ett tvåsitsigt brittiskt bombflygplan under första världskriget.
DH 9 konstruerades av Geoffrey de Havilland 1916 som en ersättare till DH 4. Flygplanet kom i produktion vid företaget Aircraft Manufacturing Company under hösten 1916. 
Vid konstruktionsarbetet återanvände de Havilland konstruktionslösningar från tidigare modeller. Flygplanets stjärt och vingar hämtades från DH 4, medan hela flygplanskroppen var en nykonstruktion. Första prototypen var en modifierad DH 4 som flög över Hendon i juli 1917. Flygplanet var då utrustat med en Galloway-Adriatic-motor som visade sig ge för lite kraft vid höghöjdsflygning. Man experimenterade med andra motoralternativ för att få en lösning på fartproblemet. Bland annat provade man Armstrong Siddeley Puma, Fiat A12, Napier Lion och en trimmad variant av Galloway-Adriatic, men proven var resultatlösa, och motorinstallationerna krävde omkonstruktioner av flygkroppen. Slutligen valde man att anpassa flygplanskroppen till en Armstrong Siddeley Puma-motor. 
DH 9 tillverkades av trä, fanér och duk, flygplanskroppen var en fackverkskonstruktion som var klädd. Flygplanet var dubbeldäckat där den undre vingen var placerad i nedre kanten av flygkroppens undersida, medan den övre vingen bars upp av fyra stöttor på vardera vinghalva och fyra stycken raka stöttor från flygplanskroppen. Under flygplanet var ett fast hjullandställ monterat centralt under vingen. I fenan fanns en sporrfjäder. Piloten och spanaren satt i två öppna sittbrunnar placerade bakom vingen. Motorn som drev en tvåbladig dragande propeller var placerad i flygplanets nos. Bränsletanken var placerad mellan motorn och den främre sittbrunnen. På vingspetsarna monterades en båge med medar som hindrade vingspetsen att nudda marken vid landning och start. 
Till beväpning var planet utrustat med en fast framåtriktad Vickers maskingevär, medan sittbrunnarna var försedda med fästen för Lewiskulsprutor. Flygplanet kunde bära 209 kilo bomber. 

## Civil användning
Efter kriget fanns ett stort antal begagnade DH 9 på marknaden, många flygbolag köpte upp flygplan för att använda dem som transportflygplan. Aircraft Transport and Travel köpte ett antal och inledde 15 juli 1919 provflygningar över Engelska kanalen, senare kom man att starta flyglinjer mellan Amsterdam och Paris till Hendon. 
På sin rekordflygning mellan England och Sydafrika använde överstelöjtnant Pierre van Ryneveld och major Christopher Quintin-Brand en DH 9 på sista etappen.

## Varianter
- DH 9 - var en utveckling av DH 4 med sittplatserna närmare varandra. 3 024 tillverkades inklusive licenstillverkning i Belgien och Spanien.
- DH 9A - förbättrad variant med en Liberty 12-motor. 2 300 tillverkades av tio olika fabriker i England.
- DH 9B - civil variant för pilot och två passagerare
- DH 9C - civil variant för pilot och tre passagerare
- DH 9J - försedd med en Armstrong Siddeley Jaguar III-motor på 385 hk, användes av De Havilland School of Flying.
- DH 9J M'pala I - försedd med en Bristol Jupiter VI-motor på 450 hk, användes av det sydafrikanska flygvapnet.
- DH 9J M'pala II - försedd med en Bristol Jupiter VIII-motor på 480 hk, användes av det sydafrikanska flygvapnet.
- DH 9J Mantis - försedd med en Wolseley Viper-motor på 200 hk, användes av det sydafrikanska flygvapnet.